# Oratosquillina microps
Oratosquillina microps is een bidsprinkhaankreeftensoort uit de familie van de Squillidae. De wetenschappelijke naam van de soort is voor het eerst geldig gepubliceerd in 1982 door Garcia & Manning.